# Килкенни, Нил
Нил Мартин Килкенни (англ. Neil Martin Kilkenny; 19 декабря 1985, Энфилд-Таун, Лондон, Англия) — австралийский футболист, полузащитник клуба «Уэстерн Юнайтед» и сборной Австралии.
В возрасте 4 лет семья Килкенни переехала в Австралию. В 11-летнем возрасте они вернулись в Англию.

## Клубная карьера
Килкенни начал заниматься футболом в Австралии. После возвращения в Англию, он был принят в футбольную академию лондонского «Арсенала». После окончания её окончания интерес к нему проявляли «Манчестер Юнайтед», «Астон Вилла» и «Лестер Сити».
В 2004 году Нил подписал контракт на два с половиной года с клубом «Бирмингем Сити». Для получения игровой практики Килкенни был отдан в аренду в «Олдем Атлетик». 20 ноября в матче против «Барнсли» он дебютировал в Чемпионшипе. В следующем поединке против «Брэдфорд Сити» Нил забил два гола.
В сезоне 2005/2006 Килкенни вернулся в Бирмингем. 20 сентября 2005 года в матче Кубка лиги против «Сканторп Юнайтед» он дебютировал за синих, заменив во втором тайме Маззи Иззета. Спустя четыре дня из-за травм основных футболистов Нил вышел в стартовом составе в поединке Премьер-лиги против «Ливерпуля». Он не часто попадал в заявку и ещё дважды съездил в аренду в «Олдем Атлетик» и «Лидс Юнайтед». После окончания аренды в «Лидсе» Нил подписал с этой командой постоянный контракт. В сезоне 2009/2010 Килкенни помог команде занять второе место в первой лиге и выйти в Чемпионшип. Нил провёл за «Лидс» Юнайтед более 100 матчей.
В 2011 году контракт Нила закончился и он на правах свободного агента перешёл в «Бристоль Сити». 6 августа в матче против «Ипсвич Таун» Килкенни дебютировал за новый клуб. 17 сентября в поединке против своего бывшего клуба «Лидс Юнайтед» он забил свой первый гол за «Бристоль». В 2013 году Нил на правах аренды перешёл в «Престон Норт Энд». 3 августа в матче против «Брэдфорд Сити» он дебютировал за «Престон». По окончании аренды Килкенни остался в «Норт Энд». 25 марта 2014 года в поединке против «Петерборо Юнайтед» Нил забил свой первый гол за «Престон».
Летом 2016 года Нил перешёл в «Мельбурн Сити», подписав двухлетний контракт. 8 октября в матче против «Веллингтон Феникс» он дебютировал в Эй-лиге. 18 февраля 2017 года в поединке против «Веллингтон Феникс» Килкенни забил свой первый гол за «Мельбурн Сити».
В начале 2018 года Нил присоединился к «Перт Глори». 28 января в матче против «Уэстерн Сидней Уондерерс» он дебютировал за новую команду. 24 февраля в поединке против своего бывшего клуба «Мельбурн Сити» Килкенни забил свой первый гол за «Перт Глори».

## Международная карьера
В начале карьеры Килкенни выступал за молодёжные сборные Англии и Ирландии. В 2006 году он принял решение играть за Австралию. 7 июня в товарищеском матче против сборной Лихтенштейна Нил дебютировал за сборную Австралии.
В 2008 году в составе олимпийской сборной Австралии Килкенни принял участие в Олимпийских играх в Пекине. На турнире он сыграл в матче группового этапа против команды Аргентины.
В 2011 году Нил попал в заявку национальной команды на участие в Кубке Азии. На турнире он сыграл в матчах против сборных Бахрейна, Узбекистана, Ирака и Японии. По итогам соревнований Килкенни завоевал серебряную медаль.

## Достижения
Международные
 Австралия
- Кубок Азии — 2011 — 2-е место